# Рафт Коув
Рафт Коув (енгл. Raft Cove Provincial Park) је провинцијални парк познат по својој осамљености и стеновитом терену обале у Канади.

## Географија
Налази се на северозападној обали острва Ванкувер у канадској савезној држави Британска Колумбија (енгл. British Columbia) и представља јужни део Кејп Скот парка. Сам провинцијални парк се простире на 787 хектара и састоји се од изоловане обале на ушћу вијугаве реке Мекџек.

## Занимљивости
Рафт Коув представља идеално место за авантуристе који могу камповати, сурфовати, пливати, пешачити, бавити се риболовом, возити кајак или просто уживати у природи. Ипак, треба бити опрезан због предатора поготово у току ноћи.

## Историјат
Парк је основан 1990. године.